# 3-й радиотехнический полк (СССР)
3-й радиотехнический полк (войсковая часть 03219) — входил в состав 4-й дивизии ПВО 10-й отдельной армии Войск ПВО СССР. Штаб располагался в Белушьей Губе. Во время своего существования был самой северной войсковой частью Вооружённых Сил СССР благодаря входившим в его состав отдельным радиолокационным ротам (орлр; «точкам») на Земле Франца-Иосифа.

## Структура
В 1991 году радиотехнические подразделения полка дислоцировались:
- 901 (35) ртб, Новая земля Южный о., аэродром Рогачёво;
  - 3120 (37) орлр, Новая земля Южный о. губа Чёрная;
  - 791 (36) орлр, Новая земля Южный о. мыс Меньшикова;
  - 1480 (32) орлр, Новая земля Северный о., мыс Желания;
  - 85 (38) орлр, Новая земля Северный о., Русская Гавань;
  - 247 (33) орлр, Новая земля Северный о., мыс Николая;
  - 112 (34) орлр Новая земля Северный о., Панькова Земля;
- 2324 (30) ртб,Земля Франца-Иосифа о. Греэм-Белл аэродром Греэм-Белл;
  - 83 (31) орлр ,Земля Франца-Иосифа о. Земля Александры п. Нагурское;
  - 21 (40) орлр, о. Виктория.

## Командиры
80 отдельного полярного радиотехнического батальона:
- подполковник Томусяк, Борис Владимирович (14.05.1958-27.111958)
- подполковник Васильев, Владимир Александрович (27.11.1958-18.08.1961)
- подполковник Бородин, Владимир Васильевич (18.11.1961-14.12.1963)
- подполковник Еремеев, Иван Прокофьевич (14.12.1963-19.09.1964)

3 Полярного радиотехнического полка ПВО :
- подполковник Еремеев, Иван Прокофьевич (19.09.1964-12.06.1965)
- полковник Солдатов, Василий Иванович (12.06.1965-19.07.1969)
- подполковник Шешеня, Алексей Никифорович (19.07.1969-01.03.1971)

3 радиотехнического полка ПВО :
- подполковник Шешеня, Алексей Никифорович (01.03.1971-09.11.1971)
- подполковник Вербенко, Игорь Андреевич (09.11.1971-09.02.1973)
- подполковник Мельников, Борис Федорович (09.02.1973-16.07.1976)
- полковник Пчельников, Виталий Иванович (16.07.1976-25.04.1980)
- подполковник Матюшенко, Николай Захарович (25.04.1980-15.11.1983)
- подполковник Морозов, Олег Артемович (15.11.1983-17.12.1986)
- подполковник Ушаков, Владимир Иванович (17.12.1986-16.03.1990)
- полковник Лагода, Валерий Леонидович (16.03.1990-01.09.1992)
- подполковник Кислуха, Александр Евгеньевич (01.09.1992-03.06.1994).